# طاووس پاریس (پروانه)

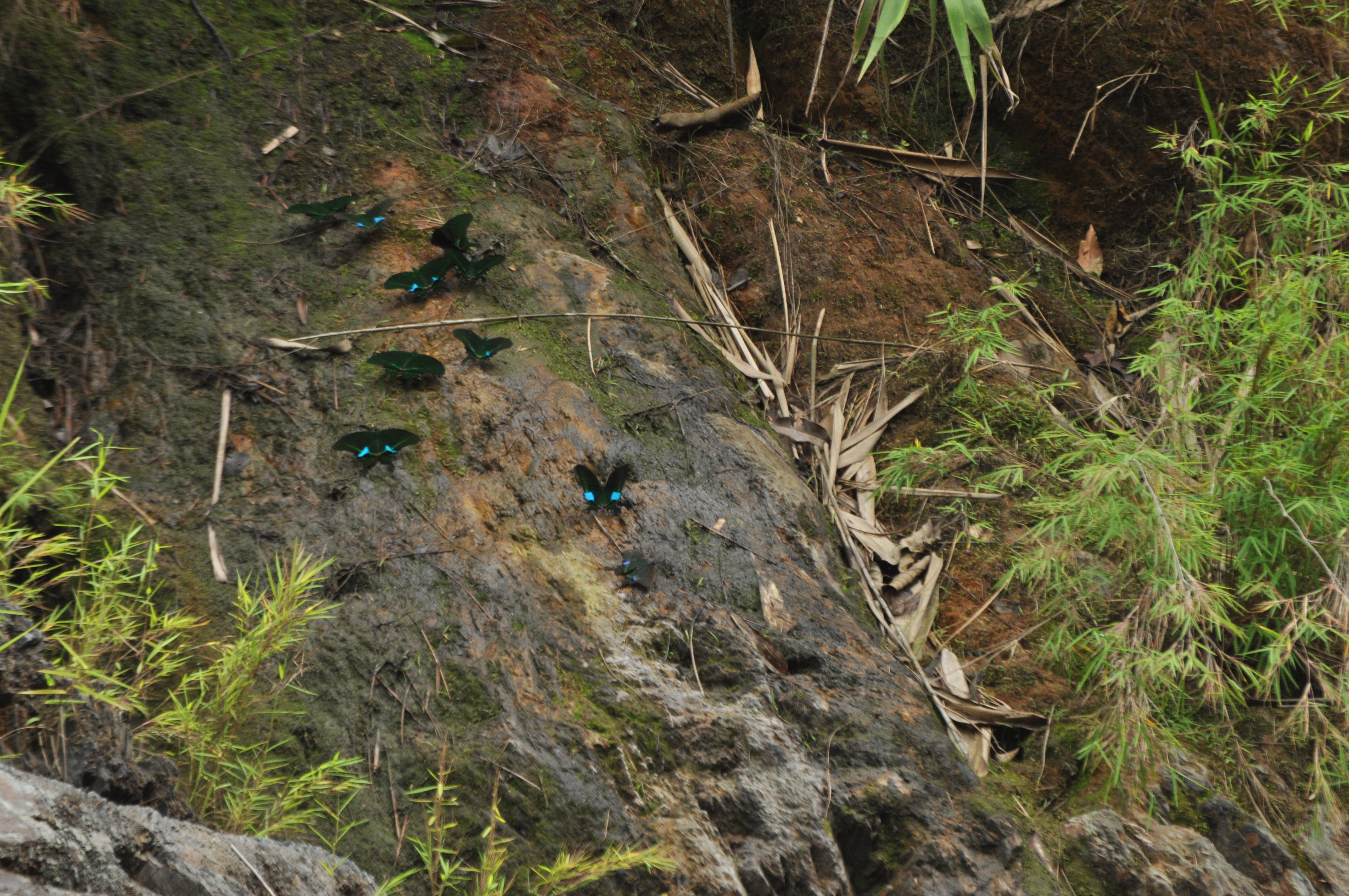
Mud-puddling of Paris Peacock (Papilio paris) in Buxa Tiger Reserve, West Bengal, India

طاووس پاریس (پروانه)(نام علمی: Papilio paris) نام یک گونه از سرده پروانه‌های پاپیلیو است.
- طاووس پاریس (Papilio paris) زیرگونه‌ها:

- طاووس پاریس پاریس (Papilio paris paris)
- طاووس پاریس آرجوونا (Papilio paris arjuna)
- طاووس پاریس باتاکروم (Papilio paris battacorum)
- طاووس پاریس چایننسیس (Papilio paris chinensis)
- طاووس پاریس دتانی (Papilio paris detanii)
- طاووس پاریس گدینسیس (Papilio paris gedeensis)
- طاووس پاریس هرموسانوس (Papilio paris hermosanus)
- طاووس پاریس ناکاهارای (Papilio paris nakaharai)
- طاووس پاریس تامیلانا (Papilio paris tamilana)
- طاووس پاریس تنگرنسیس (Papilio paris tenggerensis)